# Exciter (band)

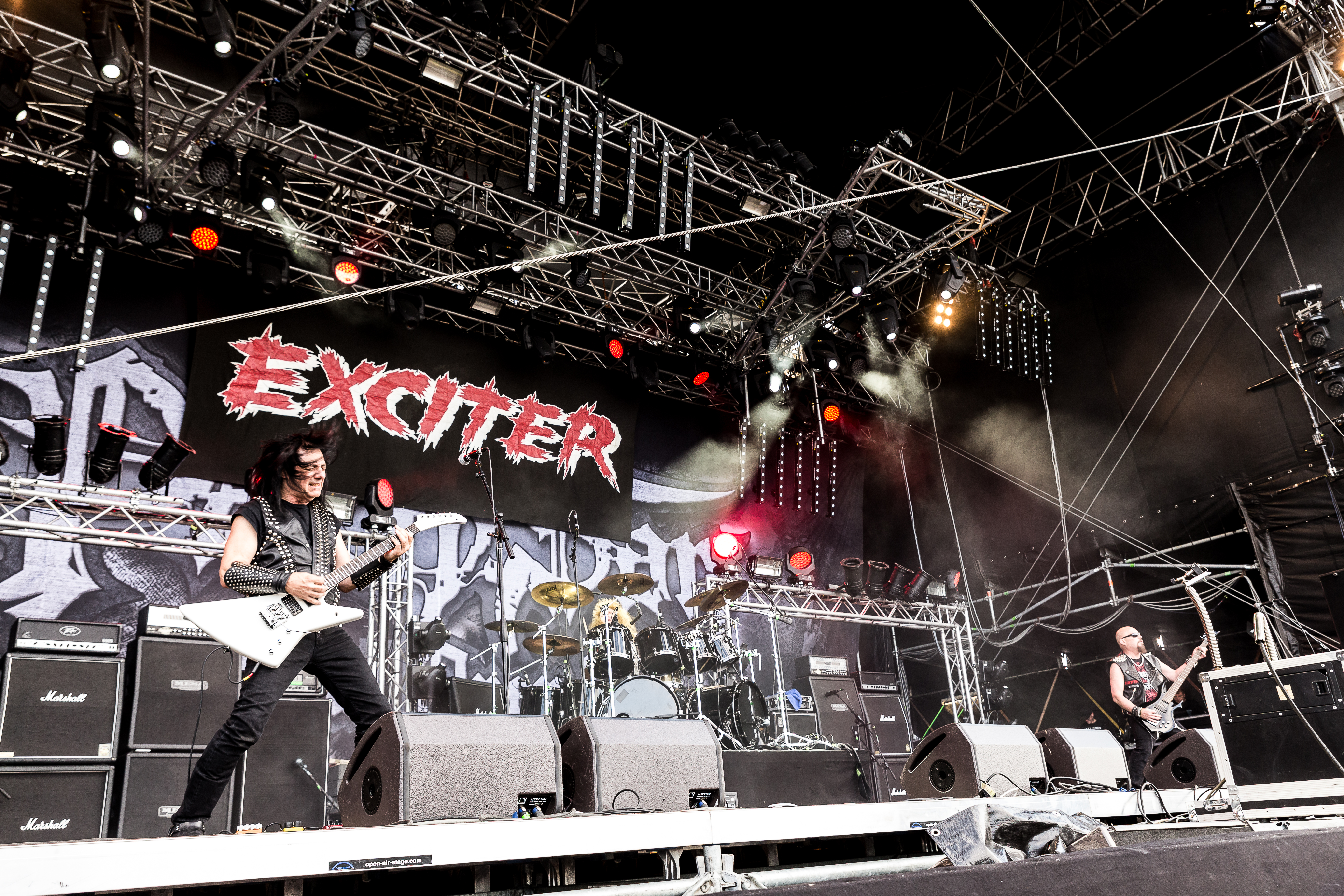
Optreden in 2018

Exciter is een Canadese heavy metalband opgericht in Ottawa, Ontario in 1978. Ze worden beschouwd als pioniers van het speedmetalgenre en verwierf bekendheid in het begin van de jaren 1980, en kreeg een toegewijde aanhang met hun energieke optredens en snelle, agressieve geluid. De bezetting van de band heeft in de loop der jaren verschillende veranderingen ondergaan, maar de kernleden zijn altijd trouw gebleven aan het leveren van intense en compromisloze metal muziek.

## Geschiedenis

### Oprichting en vroege jaren (1978-1980)
Exciter werd oorspronkelijk opgericht in 1978 door gitarist John Ricci, bassist Allan Johnson en drummer Dan Beehler. Geïnspireerd door de opkomende golf van Britse heavy metal, wilde het trio hun eigen stijl van zware en agressieve muziek creëren. In 1980 brachten ze hun eerste onafhankelijke single uit, "World War III", die aandacht trok van de metal underground en de basis legde voor hun toekomstig succes.

### Klassieke bezetting en doorbraak (1980-1985)
De klassieke bezetting van de band, bestaande uit John Ricci, Dan Beehler en bassist Allan Johnson, werd versterkt door de toevoeging van zanger en gitarist Allan James Johnson (AJ). In 1983 tekende Exciter bij Shrapnel Records en bracht hun debuutstudioalbum "Heavy Metal Maniac" uit. Het album werd geprezen om zijn razendsnelle tempo en rauwe intensiteit en vestigde Exciter als een kracht om rekening mee te houden in de metalscene.
Het tweede album van Exciter, "Violence & Force" (1984), bevestigde hun reputatie als leiders van de speedmetalbeweging. Het album liet het ongelooflijke vakmanschap van de band zien en het bliksemsnelle gitaarwerk, terwijl het dreunende drumwerk van Beehler een extra dosis kracht aan hun geluid toevoegde. "Violence & Force" wordt vaak beschouwd als een van de bepalende albums in het genre en blijft geliefd bij fans tot op de dag van vandaag.

### Wijzigingen in de bezetting en voortgezette activiteiten (1986-1996)
Na de release van "Unveiling the Wicked" (1986) vertrok bassist Allan Johnson uit de band en nam David Ledden de bas over. Volgende releases zoals "Exciter" (1988) en "Kill After Kill" (1992) lieten zien dat Exciter in staat was om zich aan te passen en te experimenteren met hun geluid terwijl ze toch trouw bleven aan hun heavy metal roots. Ondanks wisselingen in de bezetting en verschuivende muzikale trends gedurende deze periode, bleef de band albums uitbrengen en uitgebreid toeren.

### Comeback en huidige activiteiten (1997-heden)
Na een korte pauze maakte Exciter in 1997 een comeback met een nieuwe bezetting bestaande uit Ricci, Beehler en bassist Rob "Clammy" Cohen. Ze brachten het album "The Dark Command" uit in 1997, dat zowel door fans als critici goed werd ontvangen. Exciter's daaropvolgende releases, waaronder "Blood of Tyrants" (2000) en "Thrash Speed Burn" (2008), bevestigden verder hun status als een gerespecteerde metalband.
In de afgelopen jaren is Exciter blijven optreden en nieuw materiaal uitbrengen. De toewijding van de band aan hun energieke en agressieve geluid heeft hen een toegewijde fanbase over de hele wereld opgeleverd. Hun meest recente studioalbum, "Death Machine", werd uitgebracht in 2010, en sindsdien zijn ze actief aan het touren en enthousiasmeren ze het publiek met hun elektrische optredens.

## Erfgoed
De impact van Exciter op het heavy metal genre is enorm. Als pioniers van speedmetal heeft hun snelle en agressieve stijl talloze bands beïnvloed die in hun voetsporen volgden. Hun kenmerkende geluid, gekenmerkt door meedogenloze gitaarriffs, dreunend drumwerk en krachtige vocalen, blijft een blijvend kenmerk van het genre.
Hun vroege albums, met name "Heavy Metal Maniac" en "Violence & Force", worden beschouwd als klassiekers die jongere generaties metalmuzikanten blijven inspireren en beïnvloeden.

## Discografie
- Heavy Metal Maniac (1983)
- Violence & Force (1984)
- Unveiling the Wicked (1986)
- Exciter (1988)
- *Kill After Kill (1992)
- The Dark Command (1997)
- Blood of Tyrants (2000)
- Thrash Speed Burn (2008)
- Death Machine (2010)

## Leden
Huidige leden:
- John Ricci - gitaar (1978-1994, 1996-heden)
- Dan Beehler - drums, zang (1978-1994, 1996-heden)
- Clammy - bas (1996-heden)

Voormalige leden: 
- Allan Johnson - bas (1978-1986)
- Allan James Johnson (AJ) - zang, gitaar (1980-1988)
- David Ledden - bas (1986-1994)
- Rob Cohen - bas (1996-2014)